# Storm Sanders

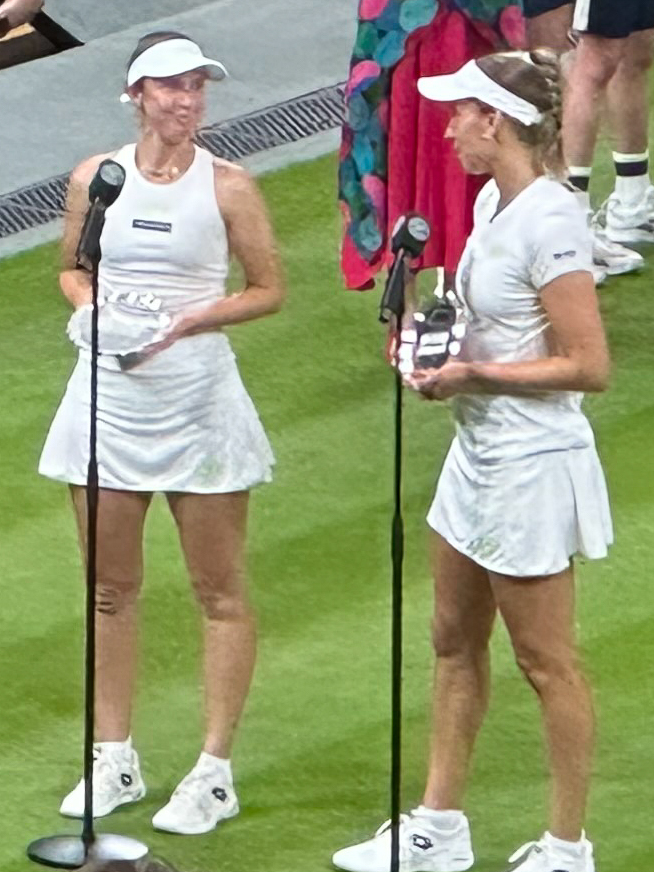
Met Elise Mertens (re) bereikte Hunter (li) de dubbelspelfinale van Wimbledon 2023

Storm Sanders (Rockhampton, 11 augustus 1994) is een tennisspeelster uit Australië. Op zesjarige leeftijd begon zij met tennis. Haar favoriete ondergrond is hardcourt. Zij speelt linkshandig en heeft een tweehandige backhand. Zij is actief in het internationale tennis sinds 2010. Sinds december 2022 staat zij bij de WTA ingeschreven als Storm Hunter, na haar huwelijk met Loughlin Hunter.

## Loopbaan
In 2017 won Sanders haar eerste WTA-titel, op het dubbelspeltoernooi van Nottingham, samen met landgenote Monique Adamczak.
In februari 2021 bereikten Sanders en haar landgenoot Marc Polmans als wildcard-spelers de halve finale op het gemengd dubbelspel van het Australian Open – daarbij versloegen zij onder meer het Nederlandse duo Demi Schuurs en Wesley Koolhof, dat als vijfde geplaatst was. In juli wist Sanders door te dringen tot de halve finale op het dubbelspel van Wimbledon, met de Amerikaanse Caroline Dolehide aan haar zijde – daarbij schakelden zij de als zevende geplaatste Taiwanese zussen Chan uit. Hiermee kwam zij binnen op de top 50 van de ranglijst in het dubbelspel. Enkele weken later nam Sanders deel aan de Olympische spelen in Tokio, in het dubbelspel aan de zijde van Ashleigh Barty – zij bereikten de kwartfinale, waarin zij werden uitgeschakeld door de latere winnaressen.
In januari 2022 bereikte Sanders met de Amerikaanse Caroline Dolehide de kwartfinale op het Australian Open – daarmee kwam zij binnen op de top 20 van de ranglijst in het dubbelspel. Op het gemengd dubbelspel van het US Open 2022 wist Sanders, met landgenoot John Peers aan haar zijde, de titel te veroveren – in de finale rekenden zij af met de Belgische Kirsten Flipkens en Fransman Édouard Roger-Vasselin. In oktober won Sanders met haar nieuwe partner Luisa Stefani (Brazilië) het WTA 1000-dubbelspeltoernooi van Guadalajara – hierdoor steeg zij naar de top tien van de mondiale ranglijst.
In mei 2023 won Hunter met de Belgische Elise Mertens de dubbelspeltitel op het WTA 1000-toernooi van Rome – daardoor haakte zij nipt aan bij de mondiale top vijf. In juli bereikte zij met Mertens haar eerste grandslamfinale, op Wimbledon – zij verloren de eindstrijd van Hsieh Su-wei (Taiwan) en Barbora Strýcová (Tsjechië). In augustus steeg zij verder, naar de derde plek van de dubbelspelranglijst, dankzij twee halvefinaleplaatsen met Mertens, op de WTA 1000-toernooien van Montréal en Cincinnati. In september klom zij nog naar de tweede plaats, door het winnen van het WTA 1000-toernooi van Guadalajara met Mertens. In november bereikte zij met Mertens de halve finale op het eindejaarstoernooi – daarmee steeg zij naar de eerste plek van de wereldranglijst.
Hunter stond in 2024 voor het eerst in een WTA-enkelspelfinale, op het WTA 125-toernooi van Mumbai – zij verloor van de Letse Darja Semeņistaja. In februari won zij haar negende dubbelspeltitel, op het WTA 1000-toernooi van Dubai, samen met de Tsjechische Kateřina Siniaková.

### Tennis in teamverband
In de periode 2021–2023 maakte Sanders deel uit van het Australische Fed Cup-team – zij behaalde daar een winst/verlies-balans van 10–4.

## Posities op deWTA-ranglijst
Positie per einde seizoen:
| jaar | rang enkelspel | rang dubbelspel |
| ---- | -------------- | --------------- |
| 2011 | 725            | 432             |
| 2012 | 721            | 545             |
| 2013 | 242            | 280             |
| 2014 | 323            | 262             |
| 2015 | 371            | 242             |
| 2016 | 293            | 134             |
| 2017 | 676            | 68              |
| 2018 | –              | 1036            |
| 2019 | 428            | 109             |
| 2020 | 282            | 65              |
| 2021 | 129            | 30              |
| 2022 | 237            | 10              |
| 2023 | 172            | 1               |

## Resultaten grandslamtoernooien
| Legenda | Legenda                          |
| ------- | -------------------------------- |
| g.t.    | geen toernooi gehouden           |
| l.c.    | lagere categorie                 |
| –       | niet deelgenomen                 |
| G       | uitgeschakeld in de groepsfase   |
| 1R      | uitgeschakeld in de eerste ronde |
| 2R      | uitgeschakeld in de tweede ronde |
| 3R      | uitgeschakeld in de derde ronde  |
| 4R      | uitgeschakeld in de vierde ronde |
| KF      | uitgeschakeld in de kwartfinale  |
| HF      | uitgeschakeld in de halve finale |
| F       | de finale verloren               |
| W       | het toernooi gewonnen            |
| w-v     | winst/verlies-balans             |

### Enkelspel
| toernooi        | 2014 | 2015 | 2016 |    | 2021 | 2022 | 2023 | 2024 |
| --------------- | ---- | ---- | ---- | -- | ---- | ---- | ---- | ---- |
| Australian Open | 1R   | 1R   | 1R   | –  | 1R   | 1R   | 3R   |      |
| Roland Garros   | –    | –    | –    | 1R | –    | 2R   |      |      |
| Wimbledon       | –    | –    | –    | –  | –    | 1R   |      |      |
| US Open         | –    | –    | –    | 1R | –    | 1R   |      |      |

### Vrouwendubbelspel
| toernooi        | 2012 | 2013 | 2014 | 2015 | 2016 | 2017 | 2018 | 2019 | 2020 | 2021 | 2022 | 2023 | 2024 |
| --------------- | ---- | ---- | ---- | ---- | ---- | ---- | ---- | ---- | ---- | ---- | ---- | ---- | ---- |
| Australian Open | 1R   | 1R   | 1R   | 1R   | 2R   | 1R   | 1R   | –    | 1R   | 2R   | KF   | KF   | HF   |
| Roland Garros   | –    | –    | –    | –    | –    | –    | –    | 1R   | 1R   | 2R   | 2R   | 3R   |      |
| Wimbledon       | –    | –    | –    | –    | –    | 2R   | –    | 1R   | g.t. | HF   | 2R   | F    |      |
| US Open         | –    | –    | –    | –    | –    | –    | –    | –    | 1R   | KF   | HF   | 1R   |      |

### Gemengd dubbelspel
| Australian Open | 1R | KF | 1R   | HF | 1R | 1R | 2R |
| Roland Garros   | –  | –  | g.t. | –  | 2R | 2R |    |
| Wimbledon       | –  | –  | g.t. | –  | 1R | 1R |    |
| US Open         | –  | –  | g.t. | 1R | W  | 1R |    |

## Palmares
| Legenda                 |
| ----------------------- |
| Grandslamtoernooi       |
| Olympische Spelen       |
| Year-End Championships  |
| Premier Mandatory       |
| Premier Five / WTA 1000 |
| Premier / WTA 500       |
| International / WTA 250 |
| Challenger / WTA 125    |

### WTA-finaleplaatsen enkelspel
| nr.              | finale     | toernooi   | ondergrond | tegenstandster    | score         |         |
| ---------------- | ---------- | ---------- | ---------- | ----------------- | ------------- | ------- |
| gewonnen finales |            |            |            |                   |               |         |
| geen             |            |            |            |                   |               |         |
| verloren finales |            |            |            |                   |               |         |
| 1.               | 2024-02-11 | WTA Mumbai | hardcourt  | Darja Semeņistaja | 7-5, 6-7, 2-6 | details |

### WTA-finaleplaatsen vrouwendubbelspel
| nr.              | finale     | toernooi          | ondergrond | partner            | tegenstandsters                      | score            |         |
| ---------------- | ---------- | ----------------- | ---------- | ------------------ | ------------------------------------ | ---------------- | ------- |
| gewonnen finales |            |                   |            |                    |                                      |                  |         |
| 1.               | 2017-06-18 | WTA Nottingham    | gras       | Monique Adamczak   | Jocelyn Rae Laura Robson             | 6-4, 4-6, [10-4] | details |
| 2.               | 2020-02-16 | WTA Hua Hin       | hardcourt  | Arina Rodionova    | Barbara Haas Ellen Perez             | 6-3, 6-3         | details |
| 3.               | 2022-01-09 | WTA Adelaide      | hardcourt  | Ashleigh Barty     | Darija Jurak Andreja Klepač          | 6-1, 6-4         | details |
| 4.               | 2022-06-19 | WTA Berlijn       | gras       | Kateřina Siniaková | Alizé Cornet Jil Teichmann           | 6-4, 6-3         | details |
| 5.               | 2022-10-23 | WTA Guadalajara   | hardcourt  | Luisa Stefani      | Anna Danilina Beatriz Haddad Maia    | 7-6, 6-7, [10-8] | details |
| 6.               | 2023-05-06 | WTA Reus          | gravel     | Ellen Perez        | Alexa Guarachi Erin Routliffe        | 6-1, 7-6         | details |
| 7.               | 2023-05-20 | WTA Rome          | gravel     | Elise Mertens      | Cori Gauff Jessica Pegula            | 6-4, 6-4         | details |
| 8.               | 2023-09-23 | WTA Guadalajara   | hardcourt  | Elise Mertens      | Gabriela Dabrowski Erin Routliffe    | 3-6, 6-2, [10-4] | details |
| 9.               | 2024-02-24 | WTA Dubai         | hardcourt  | Kateřina Siniaková | Nicole Melichar-Martinez Ellen Perez | 6-4, 6-2         | details |
| verloren finales |            |                   |            |                    |                                      |                  |         |
| 1.               | 2017-09-16 | WTA Japan (Tokio) | hardcourt  | Monique Adamczak   | Shuko Aoyama Yang Zhaoxuan           | 0-6, 6-2, [5-10] | details |
| 2.               | 2017-09-23 | WTA Guangzhou     | hardcourt  | Monique Adamczak   | Elise Mertens Demi Schuurs           | 2-6, 3-6         | details |
| 3.               | 2020-09-13 | WTA Istanbul      | gravel     | Ellen Perez        | Alexa Guarachi Desirae Krawczyk      | 1-6, 3-6         | details |
| 4.               | 2021-04-18 | WTA Charleston    | gravel     | Ellen Perez        | Hailey Baptiste Caty McNally         | 7-6, 4-6, [6-10] | details |
| 5.               | 2021-06-13 | WTA Nottingham    | gras       | Caroline Dolehide  | Ljoedmyla Kitsjenok Makoto Ninomiya  | 4-6, 7-6, [8-10] | details |
| 6.               | 2023-01-07 | WTA Adelaide      | hardcourt  | Kateřina Siniaková | Asia Muhammad Taylor Townsend        | 2-6, 6-7         | details |
| 7.               | 2023-06-25 | WTA Birmingham    | gras       | Alycia Parks       | Marta Kostjoek Barbora Krejčíková    | 2-6, 6-7         | details |
| 8.               | 2023-07-16 | Wimbledon         | gras       | Elise Mertens      | Hsieh Su-wei Barbora Strýcová        | 5-7, 4-6         | details |
| 9.               | 2024-03-16 | WTA Indian Wells  | hardcourt  | Kateřina Siniaková | Hsieh Su-wei Elise Mertens           | 3-6, 4-6         | details |

### Finaleplaatsen gemengd dubbelspel
| nr.              | finale     | toernooi | ondergrond | partner    | tegenstanders                           | score            |         |
| ---------------- | ---------- | -------- | ---------- | ---------- | --------------------------------------- | ---------------- | ------- |
| gewonnen finales |            |          |            |            |                                         |                  |         |
| 1.               | 2022-09-10 | US Open  | hardcourt  | John Peers | Kirsten Flipkens Édouard Roger-Vasselin | 4-6, 6-4, [10-7] | details |